# Desa Sukahaji (administrativ by i Indonesien, lat -6,66, long 107,32)
Desa Sukahaji är en administrativ by i Indonesien.   Den ligger i provinsen Jawa Barat, i den västra delen av landet, 70 km sydost om huvudstaden Jakarta.